# Decleva Zoltán
Vitéz Decleva Zoltán (Alsószemeréd, 1887. július 30. – Budapest, 1950. július 17.) magyar vezérezredes, a 3. magyar hadsereg parancsnoka, magyar királyi titkos tanácsos, a Vitézi Rend tagja.

## Élete
Decleva Zoltán 1887. július 30-án született Alsószemeréden. 
Vezérezredes. A pécsi honvéd-hadapródiskola után 1906-ban zászlós a pécsi 19. honv. gyalogezredben. Az első világháborúban összesen 42 hónapot szolgál az első vonalakban.
1923-ban végzi el a budapesti Hadiakadémiát. 1927. nov. 15-től 1931. máj. 1-ig a Honvédség főparancsnoka szárnysegéde. Ettől 1933. aug. 1-ig 1. vegyesdandár vezérkar főnök, majd a Honvédelmi Minisztérium Kiképzési Osztály vezetője.  1936. nov. 1-től a Honvéd Vezérkar Főnök helyettese. 1938. máj. 1-tól tábornok. 1938-ban a Honvédség átszervezésével a Honvéd Vezérkar Főnök 2. helyettese, okt. 1-től egyben a Legfelső Honvédelmi Tanács vezértitkára is. 1940. márc. 1-től az I. hadtest parancsnoka. 1940. szept. 1-től altábornagy. A budapesti I. hadtest élén Erdély felszabadításában és a bácskai hadjáratban vesz részt.
1941. máj. 1. - nov. 1. között a Honvéd Vezérkar Főnök helyettese, és megbízzák a szállásmesteri teendők ellátásával is.
1941. nov. 1-től 1942. dec. 1-ig a 3. hadsereg parancsnoka. 1942. okt. 1-ével vezérezredes, 1942. dec. 17-től magyar királyi titkos tanácsos. 1943. márc. 1-től nyugállományba helyezik és kitüntetik a Magyar Érdemrend Nagykeresztjével.
A Honvédelmi Minisztérium állandó igazoló bizottsága 1945. márc. 20-án igazolja. 1950-ben hunyt el Budapesten. A Történelmi Vitézi Rend 2004-ben posztumusz vitézzé avatja.
Zoltán fia, Decleva Ferenc (1942-2016) Baranya megye kapitánya, a Magyar Nemzeti Gárda ezredese és a Szent György Lovagrend tagja lett.